# Oisans
Oisans är region i alpmiljö i Dauphiné, Frankrike, genomslutet av Isères biflod Romanche och förbundet med övre Durances dal genom Col du Lautaret. Huvudort är Le Bourg-d'Oisans, 30 kilometer östsydöst om Grenoble.

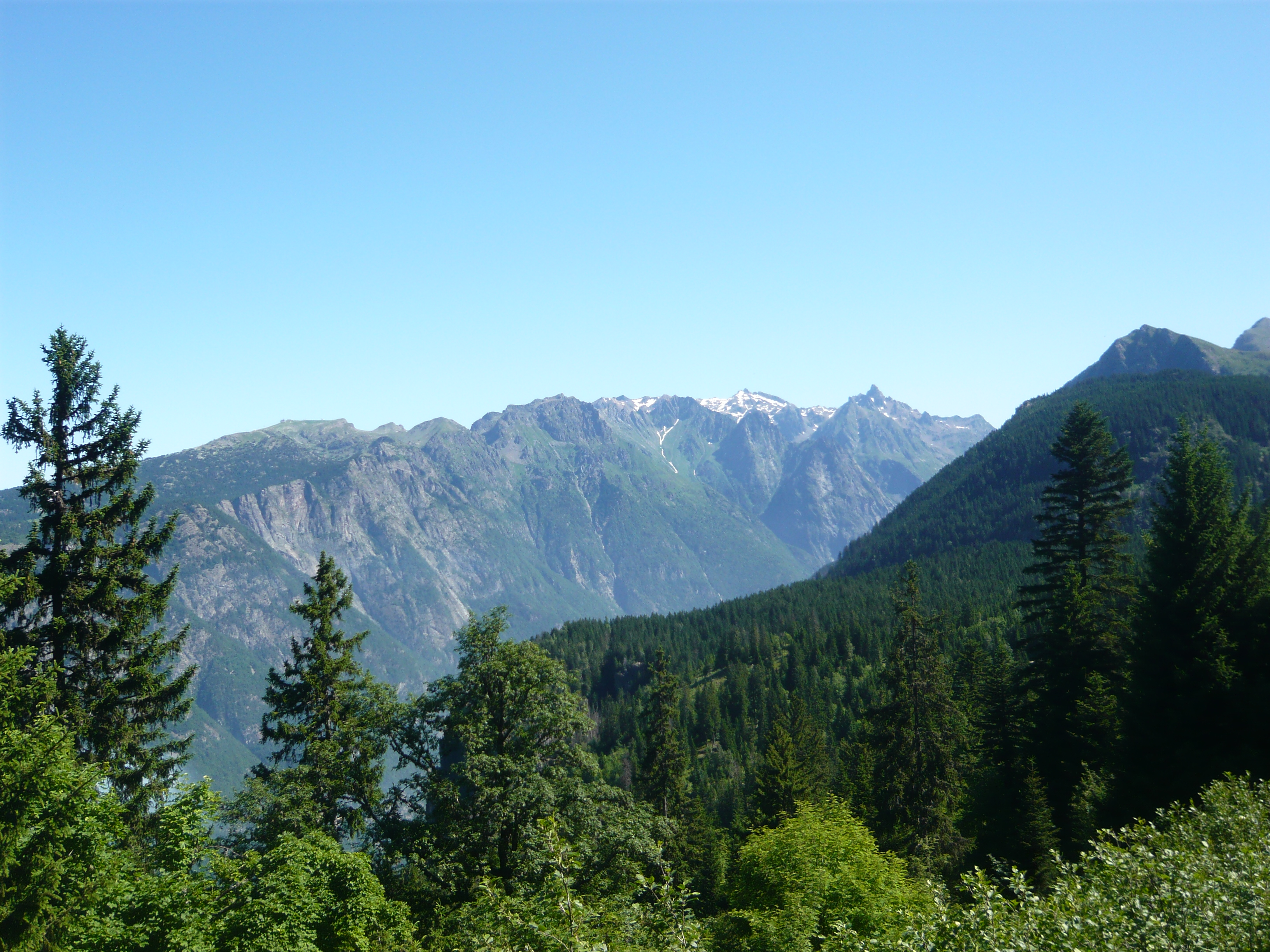
Oisans